# Parafia św. Michała Archanioła w Pielgrzymce
Parafia św. Michała Archanioła – parafia prawosławna w Pielgrzymce, w dekanacie Sanok diecezji przemysko-gorlickiej.
Na terenie parafii funkcjonują 1 cerkiew i 1 kaplica:
- cerkiew św. Michała Archanioła w Pielgrzymce – parafialna
- kaplica Narodzenia Przenajświętszej Bogurodzicy w Tylawie – filialna

## Historia

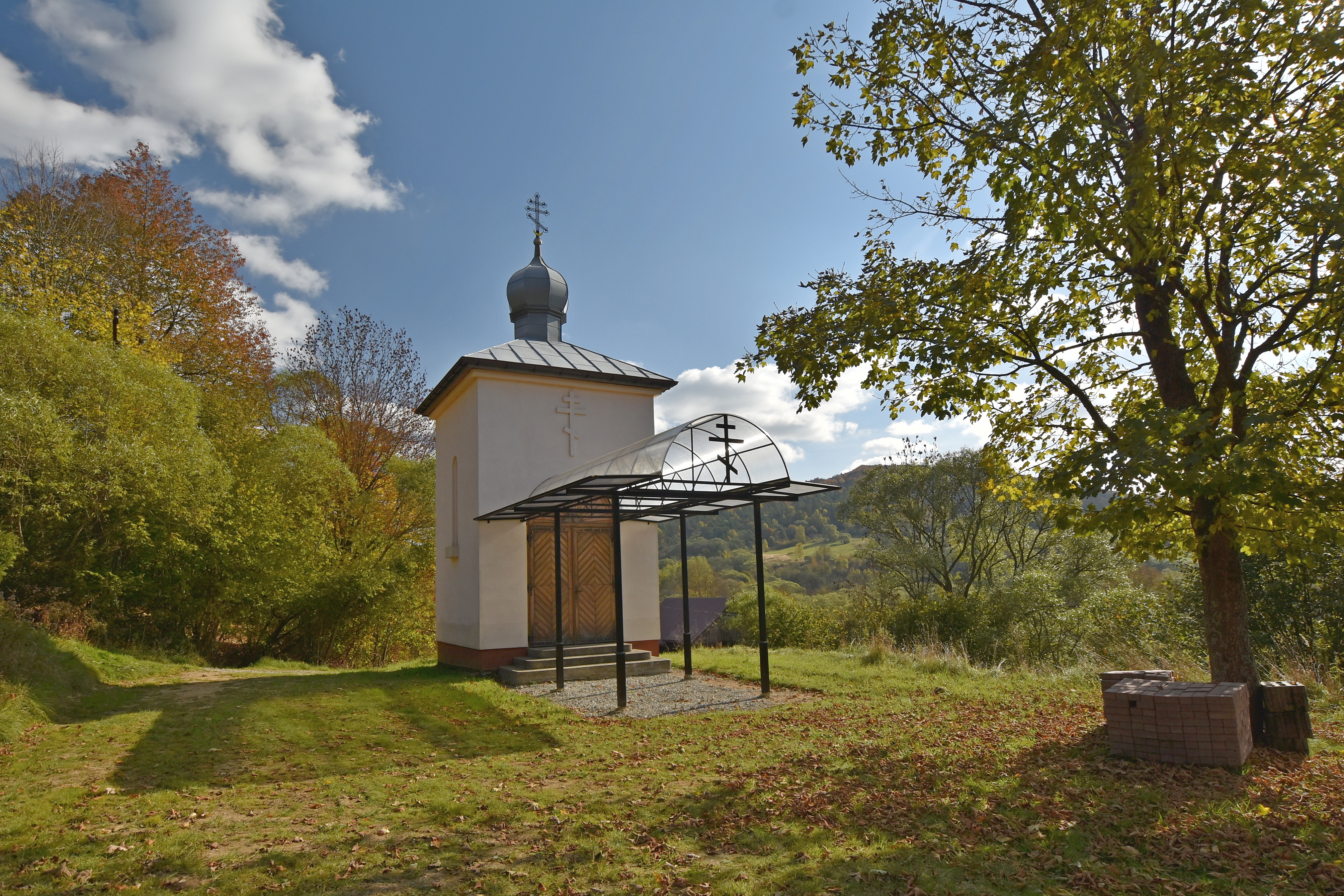
Kaplica filialna Narodzenia Przenajświętszej Bogurodzicy w Tylawie

Parafia prawosławna została erygowana w 1960. Przedtem, do czasu wysiedlenia w akcji „Wisła” funkcjonowała tu parafia greckokatolicka pod tym samym wezwaniem. W latach 60. przeprowadzono remont cerkwi. W jego ramach uzupełniono pokrycie dachu, oszalowano budynek cerkwi deskami oraz otynkowano kamienny fundament. W 1966 wybudowano plebanię.
W 2013 parafia liczyła około 40 osób.

## Zasięg terytorialny
Pielgrzymka, Tylawa, Osiek Jasielski

## Wykaz proboszczów
- 8.08.1966 – 24.04.1968 – ks. Walenty Olesiuk
- 1968–1992 – ks. Jan Lewiarz
- 14.12.1992 – 1999 – ks. Piotr Pupczyk
- od 1999 – ks. Roman Dubec